# الساعات الصغيرة
الساعات الصغيرة (بالإنجليزية: The Little Hours)‏ هو فيلم عصور وسطى كوميدي أمريكي صدر في سنة 2017، وهو من إخراج جيف بايينا وبطولة أوبري بلازا وأليسون بري وديف فرانكو وكيت ميكوتشي وجون ك. رايلي وجيميما كيركي ومولي شانون وفريد آرميسين وبول ريزر ونيك أوفرمان، قصة الفيلم تقع في قرية في إيطاليا في سنة 1347 وذلك عندما يهرب شاب من سيده ليستقر في دير للراهبات في منتصف العمر وغير مستقرات عاطفياً.

## الممثلون
- أليسون بري بدور الأخت أليساندرا
- ديف فرانكو بدور ماسيتو
- أوبري بلازا بدور الأخت فرناندا
- كيت ميكوتشي بدور الأخت جينيرفا
- مولي شانون بدور الأم ماريا
- جون ك. رايلي بدور الأب توماسو
- فريد آرميسين بدور المطران بارتولوميو
- جيميما كيركي بدور مارتا
- نيك أوفرمان بدور اللورد برونو
- لورين ويدمان بدور فرانشسكا
- أدم بالي بدور الحارس باولو
- جون جابروس بدور الحارس غريغوريو
- بول ريزر بدور إيلاريو
- بول فايتز بدور لوركو

## روابطخارجية
- الساعات الصغيرة على موقع IMDb (الإنجليزية)
- الساعات الصغيرة على موقع ميتاكريتيك (الإنجليزية)
- الساعات الصغيرة على موقع روتن توميتوز (الإنجليزية)
- الساعات الصغيرة على موقع ألو سيني (الفرنسية)
- الساعات الصغيرة على موقع أول موفي (الإنجليزية)
- الساعات الصغيرة على موقع بوكس أوفيس موجو (الإنجليزية)
- الساعات الصغيرة على موقع فيلمافينيتي (الإسبانية)
- الساعات الصغيرة على موقع قاعدة بيانات الفيلم (الإنجليزية)
- الساعات الصغيرة على موقع ليتربوكسد (الإنجليزية)
- الساعات الصغيرة على موقع كينوبويسك (الروسية)